# Dongqiao (köpinghuvudort i Kina, Hubei Sheng, lat 31,19, long 112,83)
Dongqiao är en köpinghuvudort i Kina. Den ligger i provinsen Hubei, i den centrala delen av landet, omkring 150 kilometer nordväst om provinshuvudstaden Wuhan. Antalet invånare är 24 293. Befolkningen består av 11 990 kvinnor och 12 303 män. Barn under 15 år utgör 10,0 %, vuxna 15-64 år 80 %, och äldre över 65 år 9,0 %.
Runt Dongqiao är det ganska tätbefolkat, med 199 invånare per kvadratkilometer. Dongqiao är det största samhället i trakten. Trakten runt Dongqiao består till största delen av jordbruksmark.
Genomsnittlig årsnederbörd är 1 100 millimeter. Den regnigaste månaden är augusti, med i genomsnitt 175 mm nederbörd, och den torraste är december, med 15 mm nederbörd.